# Cynthia Mascitto
Cynthia Mascitto (ur. 4 października 1992 w Montrealu) – włoska łyżwiarka szybka kanadyjskiego pochodzenia specjalizująca się w short tracku, olimpijka.

## Kariera
Z zawodu żołnierz Włoskich Sił Zbrojnych. Cynthia Mascitto w zawodach międzynarodowych zadebiutowała 25 lutego 2011 roku w barwach Kanady podczas mistrzostw świata juniorów 2011 we włoskim Courmayeur, na których zdobyła srebrny medal w sztafecie z Laurie Marceau, Ann-Véronique Michaud oraz Courtney Shmyr.
Jednak potem zdecydowała się na starty w barwach Włoch. W seniorskich zawodach międzynarodowych zadebiutowała 5 listopada 2016 roku podczas zawodów Pucharu Świata 2016/2017 w Calgary, na których zajęła 13. miejsce na 500 i 1000 metrów. 11 lutego 2017 roku w Mińsku po raz pierwszy stanęła na podium w zawodach Pucharu Świata: zajęła 3. miejsce w wyścigu na 1000 metrów.
Największym sukcesem Mascitto jest zdobycie wicemistrzostwa Europy 2020 w sztafecie z Nicole Botter Gomez, Arianną Fontaną, Martiną Valcepiną oraz Arianną Sighel.

## Rekordy życiowe
| Dystans     | Czas     | Data       | Miejscowość |
| ----------- | -------- | ---------- | ----------- |
| 500 metrów  | 43,627   | 06.03.2021 | Dordrecht   |
| 1000 metrów | 1:28,471 | 09.02.2022 | Pekin       |
| 1500 metrów | 2:18,963 | 23.10.2021 | Pekin       |
| 3000 metrów | 5:33,509 | 18.01.2015 | Montreal    |

## Wyniki

### Igrzyska olimpijskie
| Igrzyska   | Konkurencja         | Kwalifikacje | Kwalifikacje | Ćwierćfinał | Ćwierćfinał | Półfinał  | Półfinał | Finał    | Finał   | Miejsce |
| Igrzyska   | Konkurencja         | Czas         | Pozycja      | Czas        | Pozycja     | Czas      | Pozycja  | Czas     | Pozycja | Miejsce |
| ---------- | ------------------- | ------------ | ------------ | ----------- | ----------- | --------- | -------- | -------- | ------- | ------- |
| Pjongczang | Bieg na 500 metrów  | 1:32,926     | 4.           | NQ          | NQ          | NQ        | NQ       | NQ       | NQ      | 26.     |
| Pekin 2022 | Bieg na 1000 metrów | 1:28,471     | 3.           | NQ          | NQ          | NQ        | NQ       | NQ       | NQ      | 22.     |
| Pekin 2022 | Bieg na 1500 metrów |              |              | 2:20,268    | 3.          | 2:220,272 | 3.       | 2:45,697 | 12.     | 12.     |
| Pekin 2022 | Sztafeta kobiet     |              |              |             |             | 4:17,438  | 4.       | 4:09,688 | 5.      | 5.      |

### Mistrzostwa świata
| - Montreal 2018 - 500 metrów: 19. miejsce - 1000 metrów: 25. miejsce - 1500 metrów: 23. miejsce - Wielobój: 23. miejsce - Sztafeta: 4. miejsce | - Sofia 2019 - 500 metrów: 22. miejsce - 1000 metrów: 9. miejsce - 1500 metrów: 10. miejsce - Wielobój: 16. miejsce | - Dordrecht 2021 - 500 metrów: 17. miejsce - 1000 metrów: 12. miejsce - 1500 metrów: 8. miejsce - Wielobój: 12. miejsce - Sztafeta: | - Montreal 2022 - 500 metrów: 31. miejsce - 1000 metrów: 7. miejsce - 1500 metrów: 7. miejsce - Wielobój: 9. miejsce - Sztafeta: 4. miejsce |

### Mistrzostwa Europy
| - Drezno 2018 - Sztafeta: 5. miejsce | - Debreczyn 2020 - 500 metrów: 7. miejsce - 1000 metrów: 5. miejsce - 1500 metrów: 7. miejsce - Wielobój: 7. miejsce - Sztafeta: | - Gdańsk 2021 - 500 metrów: 8. miejsce - 1000 metrów: 10. miejsce - 1500 metrów: 4. miejsce - Wielobój: 8. miejsce - Sztafeta: |

### Mistrzostwa świata juniorów
- Courmayeur 2011
  - Sztafeta: [17]

## Puchar Świata

### Miejsca w klasyfikacji generalnej

#### 500 metrów
| Sezon     | Miejsce |
| --------- | ------- |
| 2016/2017 | 38.     |
| 2018/2019 | 37.     |
| 2019/2020 | 31.     |

#### 1000 metrów
| Sezon     | Miejsce |
| --------- | ------- |
| 2016/2017 | 12.     |
| 2018/2019 | 12.     |
| 2019/2020 | 15.     |
| 2021/2022 | 21.     |

#### 1500 metrów
| Sezon     | Miejsce |
| --------- | ------- |
| 2016/2017 | 38.     |
| 2018/2019 | 35.     |
| 2019/2020 | 29.     |
| 2021/2022 | 14.     |

#### Miejsca na podium w zawodach indywidualnych Pucharu Świata chronologicznie
| Nr | Sezon     | Data       | Miejscowość | Dystans     | Miejsce |
| -- | --------- | ---------- | ----------- | ----------- | ------- |
| 1. | 2016/2017 | 11.02.2017 | Mińsk       | 1000 metrów | 3.      |
| 2. | 2018/2019 | 02.02.2019 | Drezno      | 1000 metrów | 3.      |

#### Zwycięstwa w zawodach drużynowych Pucharu Świata chronologicznie
| Nr | Sezon     | Data       | Miejscowość | Dystans              |
| -- | --------- | ---------- | ----------- | -------------------- |
| 1. | 2019/2020 | 01.12.2019 | Nagoja      | szatfeta 3000 metrów |

#### Miejsca na podium w zawodach drużynowych Pucharu Świata chronologicznie
| Nr | Sezon     | Data       | Miejscowość | Dystans              | Miejsce |
| -- | --------- | ---------- | ----------- | -------------------- | ------- |
| 1. | 2016/2017 | 05.02.2017 | Drezno      | szatfeta 3000 metrów | 2.      |
| 2. | 2019/2020 | 01.12.2019 | Nagoja      | szatfeta 3000 metrów | 1.      |
| 3. | 2021/2022 | 31.10.2021 | Nagoja      | szatfeta 3000 metrów | 3.      |
| 4. | 2021/2022 | 28.11.2021 | Dordrecht   | szatfeta 3000 metrów | 3.      |